# 川王镇
川王镇，是中华人民共和国甘肃省天水市张家川回族自治县下辖的一个乡镇级行政单位。
2016年，甘肃省民政厅批复同意撤销川王乡，设立川王镇。

## 行政区划
川王镇下辖以下地区：
小河村、峡口村、铁洼村、海湾村、哈沟村、冯家村、河湾村、关河村、松树湾村、川王村、大庄村、范湾村、马达村、毛寨村、西崖村和王家沟村。